# Jhelum
För andra betydelser, se Jhelum (olika betydelser).

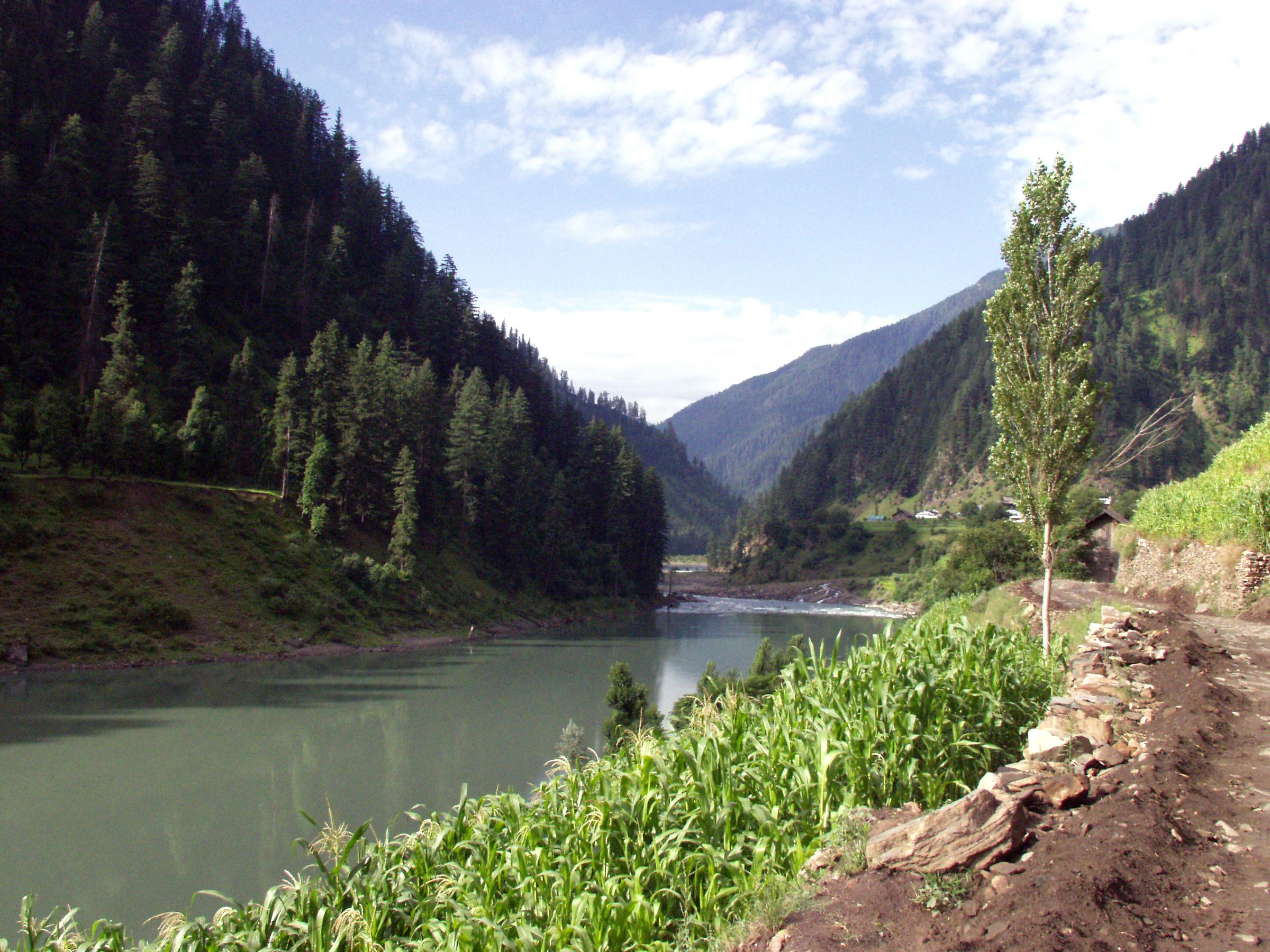
Jhelum i Pakistan.

Jhelum (grekiska: Hydaspes) är en flod i både den indiska och den pakistanska delen av Punjab. Enligt legenden ska Alexander den store någonstans längs floden Jhelum ha grundat staden Bukefala, som han uppkallade efter sin stridshäst Bukefalos.